# XM25
Az XM25 egy 25mm-es gránátvető, melyet az afganisztáni háború idején fejlesztettek ki Amerikában.
Legelőnyösebb tulajdonsága az erre a célra speciálisan kifejlesztett "airburst" (levegőben robbanó) 25mm-es repeszgránátja, mellyel fedezékben lévő célpontok is megsemmisíthetőek.

## Jellemzői
Az XM25-ös bullpup kialakítású, félautomata fegyver. Tárába 5db 25mm-es gránát fér.
Amikor megtervezték a fegyvert, az amerikaiak a "nowhere to run, nowhere to hide!" mondattal jellemezték, mely magyarul azt jelenti, hogy "nincs hová futnod, nincs hová bújnod". Ugyanis az XM25-öshöz rendszeresített repeszgránát beprogramozható arra, hogy az pont a célpont felett robbanjon fel. Ez nagyon hasznos lehet akkor, ha az ellenség befészkelve harcol, és gyalogsági kézifegyverekkel nem átlőhető fedezék (például vastag betonfal) mögött bújik meg. Ilyenkor a gránátvető kezelője kissé a fedezék fölé céloz, úgy, hogy a lövedék ott robbanjon fel, ahol már nem védi semmi felülről a célpontot. A 25mm-es gránát levegőben való robbanása nagy repeszhatást okoz, ami megöli a fedezék mögött megbúvó élőerőt. 
A gránátvetőhöz ezenkívül még sokfajta lőszert, többek között nem halálos repeszhatással járó gránátot, illetve páncéltörő lövedéket is rendszeresítettek.